# هليلج برازيلي
هليلج برازيلي (الاسم العلمي:Terminalia brasiliensis) هو نوع نباتي يتبع جنس الهليلج من الفصيلة القمبريطية.